# Cormoz
Cormoz är en kommun i departementet Ain i regionen Auvergne-Rhône-Alpes i östra Frankrike. Kommunen ligger  i kantonen  Saint-Trivier-de-Courtes som ligger i arrondissementet Bourg-en-Bresse. Kommunens areal är 19,56 km². År 2022 hade Cormoz 704 invånare.

## Befolkningsutveckling
Antalet invånare i kommunen Cormoz
Referens: INSEE